# Elizabeth McIntyre
Elizabeth Geary McIntyre (conocida como Liz McIntyre; Hanover, 5 de abril de 1965) es una deportista estadounidense que compitió en esquí acrobático, especialista en la prueba de baches.
Participó en tres Juegos Olímpicos de Invierno, obteniendo una medalla de plata en Lillehammer 1994, en la prueba de baches, el sexto lugar en Albertville 1992 y el octavo en Nagano 1998.

## Medallero internacional
| Juegos Olímpicos | Juegos Olímpicos      | Juegos Olímpicos | Juegos Olímpicos |
| Año              | Lugar                 | Medalla          | Competición      |
| ---------------- | --------------------- | ---------------- | ---------------- |
| 1994             | Lillehammer (Noruega) | Medalla de plata | Baches           |